# Pteris umbrosa
Pteris umbrosa es una especie de helecho del género Pteris, perteneciente a la familia Pteridaceae. Se encuentra en el este de Australia. Su hábitat son las selvas húmedas donde forma grandes colonias en lugares húmedos y sombreados.

## Descripción
Es un helecho con rizoma corto reptante, el ápice cubierto de escamas angostas de color marrón oscuro. Las frondas erectas, alcanzan un tamaño de 100-200 cm de altura, 1-pinnatífidas de forma incompleta 2-pinnadas, de color verde oscuro, sin marcado dimorfismo; estípite pálido a rojo-marrón, con más de 30 cm de largo, raquis marrón; pinnas glabras, primariaa aumentando de tamaño hacia la base de la fronda; las más bajas de 10-30 cm de largo, segmentos linear-lanceoladas, dentadas en los márgenes en hojas enteras o estériles.

## Taxonomía
Pteris ensiformis fue descrita por Robert Brown y publicado en  Prodromus Florae Novae Hollandiae, en el año 1810